# Bromma

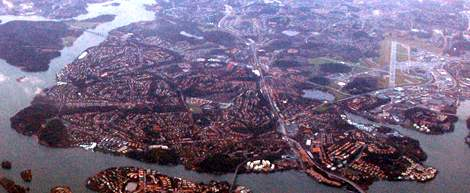
Luftaufnahme von Bromma

Bromma ist einer der Stockholmer Bezirke im Westen der Stadt. Bromma liegt zwischen den Innenstadtbezirken Kungsholmen und Liljeholmen und den westlichen Randbezirken Hässelby-Vällingby und Spånga-Tensta. Bromma hat circa 75.000 Einwohner.
Ursprünglich war Bromma ein Dorf, das rund um die aus dem 12. Jahrhundert stammende Kirche lag. Seit 1647 besteht das Schloss Ulvsunda. 1914 wurde Bromma durch eine Straßenbahn verkehrstechnisch an Stockholm angeschlossen und 1916 schließlich eingemeindet.
Hier wurde 1936 der Flughafen Stockholm/Bromma errichtet, über den nationaler und internationaler Flugverkehr von und nach Stockholm abgewickelt wird.
In Bromma befinden sich auch die Trabrennbahn Solvalla und die Reihenhaussiedlung Ålstensgatan.

## Söhne und Töchter des Stadtbezirks
- Edward Dahl (1886–1961), Mittel- und Langstreckenläufer
- Gustaf Einar Du Rietz (1895–1967), Botaniker, Ökologe und Pflanzensoziologe
- Sven Lundgren (1896–1960), Mittel- und Langstreckenläufer
- Sven Lindqvist (1903–1987), Fußballspieler und -funktionär
- Kalle Bergholm (1922–1985), Kameramann
- Hans Andersson-Tvilling (* 1928), Eishockeyspieler
- Stig Andersson-Tvilling (1928–1989), Eishockeyspieler
- Siv Widerberg (1931–2020), Schriftstellerin und Journalistin
- Inger Axö (1939–1986), Schauspielerin und Sängerin
- Christer Boustedt (1939–1986), Jazzmusiker und Schauspieler
- Benny Söderling (1941–2009), Bandy-, Eishockey- und Fußballspieler
- Jan Kårström (* 1944), Ringer
- Jens Fischer (* 1946), Kameramann
- Johan Zachrisson (* 1956), Komponist
- Gunilla Röör (* 1959), Schauspielerin
- Pål Gunnar Mikkelsplass (* 1961), Skilangläufer
- Jessica Stegrud (* 1970), Politikerin
- Heléne Dahlberg (* 1971), Biathletin
- Alexandra Rapaport (* 1971), Schauspielerin
- Mats Sundin (* 1971), Eishockeyspieler
- Andreas Norlén (* 1973), Politiker
- Douglas Murray (* 1980), Eishockeyspieler
- Albin Ekdal (* 1989), Fußballspieler
- Viktor Gyökeres (* 1998), Fußballspieler